# Boola (cratera)
Boola é uma cratera marciana. Tem como característica 17 quilômetros de diâmetro. Deve o seu nome a Boola, uma localidade da Guiné.